# Banco Bandeirantes
Banco Bandeirantes foi uma instituição financeira com sede em São Paulo, fundado em 1944 em Lins, por um grupo de cafeicultores liderado por Érico de Abreu Sodré.
O Banco Bandeirantes, que havia sido comprado pelo Banco da Lavoura, ficou com o Gilberto Faria, numa cisão do Banco da Lavoura devido ao rompimento do Gilberto Faria com o irmão Aloysio de Andrade Faria, resultando na divisão para dois bancos: Banco Bandeirantes para Gilbeto Faria e Banco Real para Aloysio Faria. Em 1996, comprou os créditos bons, agências e serviços do Banco Banorte. Posteriormente foi comprado pela banco português Caixa Geral de Depósitos em 1998, que no ano 2000 o venderia ao Unibanco.